# (4931) Tomsk
(4931) Tomsk es un asteroide perteneciente al cinturón de asteroides, descubierto el 11 de febrero de 1983 por Henri Debehogne y el también astrónomo Giovanni de Sanctis desde el Observatorio de La Silla, Chile.

## Designación y nombre
Designado provisionalmente como 1983 CN3. Fue nombrado Tomsk en homenaje a la ciudad de Siberia llamada Tomsk y a sus 500.000 habitantes.

## Características orbitales
Tomsk está situado a una distancia media del Sol de 2,580 ua, pudiendo alejarse hasta 3,306 ua y acercarse hasta 1,855 ua. Su excentricidad es 0,281 y la inclinación orbital 23,17 grados. Emplea 1514 días en completar una órbita alrededor del Sol.

## Características físicas
La magnitud absoluta de Tomsk es 12,6. Tiene 7,618 km de diámetro y su albedo se estima en 0,328.